# Завод сульфатної кислоти у Степногорську
Завод сульфатної кислоти у Степногорську – складова комплексу з переробки урановмісних продуктів, що працює у Акмолинській області Казахстану в місті Степногорськ.
В 1968 році у складі орієнтованого на продукування урану Цілинного гірничо-хімічного комбінату (ЦГХК) почався запуск гірничо-металургійного заводу, технологічний процес якого потребує певних об’ємів сульфатної кислоти. Крім того, зазначена кислота була необхідна для діяльності цеху фосфорних добрив (одне з рудоуправлінь комбнату видобувало урано-фосфоритові руди). Як наслідок, в 1971 році ввели в дію хімічний завод, що, зокрема, випускав сульфатну кислоту на основі обпалювання піритного концентрату (можливо відзначити, що такий концентрат продукували на розташованому в сусідній Павлодарській області Майкаїнському руднику). В подальшому ще одним напрямком застосування кислоти стало підземне вилуговування, яке провадили на окремих родовищах комбінату.
В 1989-му випуск сульфатної кислоти досягнув 470 тисяч тон, що дорівнювало 130% проектної потужності.
На тлі припинення радянської ядерної програми та краху планової економіки ЦГХК в 1990-х роках потрапив у скрутне становище. Починаючи з 2004-го почалось відновлення діяльності гірничо-металургійного заводу, який потрапив у довірче управління концерну «Казатомпром». При цьому в 2006-му ввели в дію виробництво сульфатної кислоти, яке тепер замість піритної технології спалювало сірку, отриману з комплексу підготовки нафтового родовища Тенгіз. Споживачами кислоти виступали сам ГМЗ, Шантобинське рудоуправління (діяло до 2014) та урановий рудник Семізбай, який почав підземне вилуговування у 2009 році.
В 2015-му провели реконструкцію виробництва сульфатної кислоти із запуском сучасного заводу річною потужністю 180 тисяч тон, який також спалює сірку з Тенгізу. Проект реалізували через спільне підприємство «СКЗ «Казатомпром», власниками якого виступили «Об’єднана гірничо-хімічна компанія» (56%, належить державному інвестиційному фонду «Самруқ-Қазына»), «Гірничорудна компанія» (22%, дочірнє підприємство «Казатомпрому») та Степногорський гірничо-хімічний комбінат (22%, наступник ЦГХК, з 2023-го належить "Росатому"). В 2019-му новий завод випустив 140 тисяч тон кислоти.
Можливо також відзначити, що в першій половині 2010-х в межах проекту «СКЗ-Пірит» анонсували будівництво нового заводу, який би обпалював піритний концентрат від концерну «Казцинк» з наступним продукуванням сульфатної кислоти та передачею піритного огарку на гірничо-металургійний завод для вилучення золота. Втім, повідомлень про завершення цього проекту наразі не надходило.